# Allemagne aux Jeux olympiques d'hiver de 1936
L'Allemagne est le pays hôte des Jeux olympiques d'hiver de 1936, qui ont lieu à Garmisch-Partenkirchen. Représenté par 55 athlètes, ce pays prend part aux Jeux d'hiver pour la troisième fois de son histoire. La délégation allemande termine au deuxième rang du tableau des médailles avec six médailles : trois d'or et trois d'argent.

## Médaillés
| Médaille                           | Nom                     | Sport               | Épreuve        |
| ---------------------------------- | ----------------------- | ------------------- | -------------- |
| Médaille d'or, Jeux olympiques     | Franz Pfnür             | Ski alpin           | Combiné hommes |
| Médaille d'or, Jeux olympiques     | Christl Cranz           | Ski alpin           | Combiné femmes |
| Médaille d'or, Jeux olympiques     | Maxi Herber Ernst Baier | Patinage artistique | Couples        |
| Médaille d'argent, Jeux olympiques | Gustav Lantschner       | Ski alpin           | Combiné hommes |
| Médaille d'argent, Jeux olympiques | Käthe Grasegger         | Ski alpin           | Combiné femmes |
| Médaille d'argent, Jeux olympiques | Ernst Baier             | Patinage artistique | Hommes simple  |

## Résultats

### Bobsleigh
| Bob   | Athlètes                       | Épreuve           | Manche 1      | Manche 1 | Manche 2      | Manche 2 | Manche 3      | Manche 3 | Manche 4      | Manche 4 | Total         | Total |
| Bob   | Athlètes                       | Épreuve           | Temps         | Rang     | Temps         | Rang     | Temps         | Rang     | Temps         | Rang     | Temps         | Rang  |
| ----- | ------------------------------ | ----------------- | ------------- | -------- | ------------- | -------- | ------------- | -------- | ------------- | -------- | ------------- | ----- |
| GER-1 | Hanns Kilian Hermann von Valta | Bob à deux hommes | 1 min 27 s 29 | 7        | 1 min 24 s 24 | 8        | 1 min 26 s 63 | 7        | 1 min 23 s 85 | 8        | 5 min 42 s 01 | 5     |
| GER-2 | Fritz Grau Albert Brehme       | Two-man           | 1 min 30 s 66 | 12       | 1 min 23 s 33 | 4        | 1 min 26 s 94 | 8        | 1 min 23 s 78 | 6        | 5 min 44 s 71 | 6     |

| Bob   | Athlètes                                                     | Épreuve             | Manche 1        | Manche 1 | Manche 2      | Manche 2 | Manche 3      | Manche 3 | Manche 4      | Manche 4 | Total           | Total |
| Bob   | Athlètes                                                     | Épreuve             | Temps           | Rang     | Temps         | Rang     | Temps         | Rang     | Temps         | Rang     | Temps           | Rang  |
| ----- | ------------------------------------------------------------ | ------------------- | --------------- | -------- | ------------- | -------- | ------------- | -------- | ------------- | -------- | --------------- | ----- |
| GER-1 | Hanns Kilian Sebastian Huber Fritz Schwarz Hermann von Valta | Bob à quatre hommes | 1 min 20 s 73   | 1        | 1 min 23 s 05 | 8        | 1 min 24 s 09 | 10       | 1 min 21 s 20 | 9        | 5 min 29 s 07   | 7     |
| GER-2 | Walter Trott Fritz Vonhof Wolfgang Kummer Rudolf Werlich     | Four-man            | N'a pas terminé | –        | –             | –        | –             | –        | –             | –        | N'a pas terminé | –     |

### Combiné nordique
Épreuves:
- 18 kilomètres de ski de fond
- saut à ski sur tremplin normal

| Athlète        | Épreuve    | Ski de fond     | Ski de fond | Ski de fond | Saut à ski | Saut à ski | Saut à ski    | Saut à ski | Total  | Total |
| Athlète        | Épreuve    | Temps           | Points      | Rang        | Distance 1 | Distance 2 | Points totaux | Rang       | Points | Rang  |
| -------------- | ---------- | --------------- | ----------- | ----------- | ---------- | ---------- | ------------- | ---------- | ------ | ----- |
| Toni Eisgruber | Individuel | 1 h 31 min 38 s | 152,8       | 37          | 51,5 m     | 49,0 m     | 212,1         | 2          | 364,9  | 23    |
| Friedl Wagner  | Individuel | 1 h 24 min 33 s | 189,2       | 12          | 40,0 m     | 46,0 m     | 182,7         | 27         | 371,9  | 18    |
| Josef Gumpold  | Individuel | 1 h 24 min 19 s | 190,4       | 11          | 45,0 m     | 46,0 m     | 190,3         | 16         | 380,7  | 13    |
| Willy Bogner   | Individuel | 1 h 24 min 11 s | 191,2       | 10          | 45,0 m     | 49,0 m     | 190,3         | 16         | 381,5  | 12    |

### Hockey sur glace

#### Premier tour
Les deux meilleures équipes de chaque groupe (en bleu) vont au deuxième tour. L'Allemagne, première du groupe B, est qualifiée.
|            | Joués | Gagnés | Perdus | Nuls | Buts pour | Buts contre | Points |
| ---------- | ----- | ------ | ------ | ---- | --------- | ----------- | ------ |
| Allemagne  | 3     | 2      | 1      | 0    | 5         | 1           | 4      |
| États-Unis | 3     | 2      | 1      | 0    | 5         | 2           | 4      |
| Italie     | 3     | 1      | 2      | 0    | 2         | 5           | 2      |
| Suisse     | 3     | 1      | 2      | 0    | 1         | 5           | 2      |

| 6 février | Allemagne | 0-1 (0-1,0-0,0-0) | États-Unis |
| 7 février | Allemagne | 3-0 (1-0,1-0,1-0) | Italie     |
| 8 février | Allemagne | 2-0 (0-0,1-0,1-0) | Suisse     |

#### Deuxième tour
Les deux meilleures équipes de chaque groupe (en bleu) vont au dernier tour. L'Allemagne, troisième du groupe A, n'est pas qualifiée.
|                 | Joués | Gagnés | Perdus | Nuls | Buts pour | Buts contre | Points |
| --------------- | ----- | ------ | ------ | ---- | --------- | ----------- | ------ |
| Grande-Bretagne | 3     | 2      | 0      | 1    | 8         | 3           | 5      |
| Canada          | 3     | 2      | 1      | 0    | 22        | 4           | 4      |
| Allemagne       | 3     | 1      | 1      | 1    | 5         | 8           | 3      |
| Hongrie         | 3     | 0      | 3      | 0    | 2         | 22          | 0      |

| 11 février | Allemagne | 2-1 (0-0,1-0,1-1)     | Hongrie         |
| 12 février | Allemagne | 1-1 (0-0,0-1,1-0,0-0) | Grande-Bretagne |
| 13 février | Allemagne | 2-6 (0-1,0-3,2-2)     | Canada          |

#### Composition de l'équipe
| Joueurs Wilhelm Egginger Joachim Albrecht von Bethmann-Hollweg Gustav Jaenecke Philipp Schenk Rudi Ball Karl Kögel Anton Wiedemann Herbert Schibukat Alois Kuhn Werner George Georg Strobl Paul Trautmann |

### Patinage artistique

#### Individuel
| Athlète               | Épreuve       | Figures imposées | Programme libre | Places | Points | Rang final                         |
| --------------------- | ------------- | ---------------- | --------------- | ------ | ------ | ---------------------------------- |
| Günther Lorenz        | Simple hommes | 19               | 12              | 119    | 343,5  | 18                                 |
| Ernst Baier           | Simple hommes | 3                | 4               | 24     | 400,8  | Médaille d'argent, Jeux olympiques |
| Hertha Frey-Dexler    | Simple femmes | 17               | 19              | 129    | 345,4  | 19                                 |
| Viktoria Lindpaintner | Simple femmes | 7                | 10              | 51     | 381,4  | 8                                  |

#### Couples
| Athlètes                | Points | Score | Rang final                     |
| ----------------------- | ------ | ----- | ------------------------------ |
| Eva Prawitz Otto Weiss  | 74,5   | 9,5   | 8                              |
| Maxi Herber Ernst Baier | 11     | 11,5  | Médaille d'or, Jeux olympiques |

### Patinage de vitesse

#### Hommes
| 500 m    | Heinz Sames   | 47 s 0          | 28              |
| 500 m    | Willi Sandner | 46 s 2          | 19              |
| 1 500 m  | Heinz Sames   | 2 min 29 s 3    | 27              |
| 1 500 m  | Willi Sandner | 2 min 25 s 3    | 16              |
| 5 000 m  | Willi Sandner | N'a pas terminé | N'a pas terminé |
| 5 000 m  | Heinz Sames   | 8 min 48 s 5    | 13              |
| 10 000 m | Heinz Sames   | 18 min 04 s 3   | 15              |
| 10 000 m | Willi Sandner | 18 min 02 s 0   | 12              |

### Saut à ski
| Athlète          | Épreuve         | Saut 1   | Saut 1 | Saut 1 | Saut 2   | Saut 2 | Saut 2 | Total  | Total |
| Athlète          | Épreuve         | Distance | Points | Rang   | Distance | Points | Rang   | Points | Rang  |
| ---------------- | --------------- | -------- | ------ | ------ | -------- | ------ | ------ | ------ | ----- |
| Franz Haslberger | Tremplin normal | 64,0 m   | 100,4  | 24     | 67,0 m   | 104,2  | 17     | 204,6  | 17    |
| Paul Krauss      | Tremplin normal | 62,5 m   | 101,7  | 20     | 62,5 m   | 102,7  | 19     | 204,4  | 18    |
| Kurt Körner      | Tremplin normal | 70,0 m   | 104,8  | 14     | 71,5 m   | 104,5  | 16     | 209,3  | 12    |
| Hans Marr        | Tremplin normal | 71,5 m   | 107,0  | 12     | 69,0 m   | 107,2  | 8      | 214,2  | 10    |

### Ski alpin

#### Hommes
| Athlète           | Épreuve | Descente     | Descente | Slalom                | Slalom               | Slalom | Total         | Total                              |
| Athlète           | Épreuve | Temps        | Rang     | Temps 1               | Temps 2              | Rang   | Points totaux | Rang                               |
| ----------------- | ------- | ------------ | -------- | --------------------- | -------------------- | ------ | ------------- | ---------------------------------- |
| Rudi Cranz        | Combiné | 5 min 04 s 0 | 8        | 1 min 32 s 9 (+ 12 s) | 1 min 14 s 6         | 4      | 91,03         | 6                                  |
| Roman Wörndle     | Combiné | 5 min 01 s 2 | 6        | 1 min 22 s 9          | 1 min 25 s 8 (+ 6 s) | 5      | 91,16         | 5                                  |
| Gustav Lantschner | Combiné | 4 min 58 s 2 | 3        | 1 min 16 s 9          | 1 min 15 s 6         | 2      | 96,26         | Médaille d'argent, Jeux olympiques |
| Franz Pfnür       | Combiné | 4 min 51 s 8 | 2        | 1 min 12 s 1          | 1 min 14 s 5         | 1      | 99,25         | Médaille d'or, Jeux olympiques     |

#### Femmes
| Athlète         | Épreuve | Descente     | Descente | Slalom               | Slalom       | Slalom | Total         | Total                              |
| Athlète         | Épreuve | Temps        | Rang     | Temps 1              | Temps 2      | Rang   | Points totaux | Rang                               |
| --------------- | ------- | ------------ | -------- | -------------------- | ------------ | ------ | ------------- | ---------------------------------- |
| Christl Cranz   | Combiné | 5 min 23 s 4 | 6        | 1 min 12 s 0         | 1 min 10 s 1 | 1      | 97,06         | Médaille d'or, Jeux olympiques     |
| Hadi Pfeifer    | Combiné | 5 min 21 s 6 | 5        | 1 min 20 s 8         | 1 min 18 s 8 | 4      | 91,85         | 5                                  |
| Käthe Grasegger | Combiné | 5 min 11 s 0 | 3        | 1 min 16 s 0         | 1 min 17 s 4 | 2      | 95,26         | Médaille d'argent, Jeux olympiques |
| Lisa Resch      | Combiné | 5 min 08 s 4 | 2        | 1 min 37 s 5 (+ 6 s) | 1 min 22 s 9 | 8      | 88,74         | 6                                  |

### Ski de fond

#### Hommes
| Épreuve | Athlète            | Course          | Course |
| Épreuve | Athlète            | Temps           | Rang   |
| ------- | ------------------ | --------------- | ------ |
| 18 km   | Friedl Däuber      | 1 h 24 min 57 s | 29     |
| 18 km   | Toni Zeller        | 1 h 24 min 32 s | 27     |
| 18 km   | Georg von Kaufmann | 1 h 22 min 39 s | 20     |
| 18 km   | Walter Motz        | 1 h 21 min 20 s | 18     |
| 50 km   | Erich Marx         | 4 h 25 min 48 s | 32     |
| 50 km   | Josef Ponn         | 4 h 13 min 12 s | 30     |
| 50 km   | Fritz Gaiser       | 4 h 05 min 44 s | 25     |
| 50 km   | Matthias Wörndle   | 4 h 03 min 33 s | 24     |

#### Relais hommes 4 × 10 km
| Athlètes                                               | Race            | Race |
| Athlètes                                               | Temps           | Rang |
| ------------------------------------------------------ | --------------- | ---- |
| Friedl Däuber Willy Bogner Herbert Leupold Toni Zeller | 2 h 54 min 54 s | 6    |